# Milena Hübschmannová
Milena Hübschmannová (Prága, 1933. június 10. – Kameeldrift, 2005. szeptember 8.) cseh nyelvész, a csehszlovák romológia megalapítója.

## Élete
A prágai Károly Egyetemen hindi, urdu és bengáli nyelvet tanult. Az egyetemen, a Csehszlovák rádióban, az Orientalista Intézetben és a Csehszlovák Akadémia Filozófiai és Szociológiai Intézetében dolgozott. Eredetileg diákévei alatt került kapcsolatba a cigány közösséggel és ekkor tapasztalta a hindi nyelvi kapcsolatokat. Mivel Indiában a rezsim nem engedte tanulni, a cigány dialektusok kutatása felé fordult.
A 60-as években fél évet egy szlovákiai cigánytelepen élt. A 60-as és 70-es évek fordulóján részt vett a Cigány Szövetség munkájában, ami miatt a normalizáció időszakában a rendszer zaklatásának volt kitéve. 1976-tól neki köszönhetően a prágai Állami Nyelviskolában a roma nyelvet is oktatták. 1991-től megalapította a Károly Egyetemen a romológia szakot. A Romano Džaniben folyóirat alapítója, több cseh-roma szótár társszerzője.
Autóbalesetben hunyt el Dél-Afrikában.

## Művei
- 1973 Základy romštiny.
- 1991 Romsko-český a česko-romský kapesní slovník.
- 1993 Šaj pes dovakeras (Můžeme se domluvit). Olomouc. ISBN 80-7067-355-9
- 1998 Romsko-český a česko-romský kapesní slovník. Praha. ISBN 80-7168-619-0 (kollektíva)
- 1973/1999/2003 Romské pohádky. Praha. ISBN 80-7168-842-8 (kollektíva)